# 绢毛悬钩子
绢毛悬钩子（学名：Rubus lineatus）是蔷薇科悬钩子属的一个种。分布在尼泊尔、缅甸、印度尼西亚、马来西亚、锡金、不丹、印度、越南以及中国大陆的云南、西藏等地，生长于海拔1,500米至3,000米的地区，多生于山坡、林缘、沟谷杂木林中和被破坏的林下。
其种加词“Lineatus”意为“线形的”。

## 变种
- 狭叶绢毛悬钩子（学名：Rubus lineatus var. angustifolius）为蔷薇科悬钩子属下的一个变种。
- 光秃绢毛悬钩子（学名： (Hook.f.) Kuntze, 1891）为蔷薇科悬钩子属下的一个变种。